# Mednarodna poldnevniška konferenca
Mednarodna poldnevniška konferenca je bila strokovno srečanje, na katerem so delegati iz več držav razpravljali o določitvi ničelnega poldnevnika. Potekala je oktobra 1884 v Washingtonu, D.C. na pobudo takratnega ameriškega predsednika Chesterja A. Arthurja. Glavni rezultat je bil sklep, da se greenwiški poldnevnik, ki poteka skozi tranzitni krog Kraljevega observatorija Greenwich v londonskem predelu Greenwich (Združeno kraljestvo), uvede kot svetovni standard za ničelni poldnevnik.
V praksi je šlo predvsem za diplomatsko formalnost, saj so potekale razprave o tehničnih podrobnostih že na tretjem mednarodnem geografskem kongresu v Benetkah leta 1881 in na sedmi mednarodni konferenci o geodeziji v Rimu leta 1883.

## Predstavniki
Konference se je udeležilo 41 delegatov, ki so predstavljali 26 držav:
- Avstro-Ogrska
- Brazilsko cesarstvo
- Čile
- Kolumbija
- Kostarika
- Danska (odsotna)
- Francija
- Nemško cesarstvo
- Britanski imperij
- Gvatemala
- Kraljevina Havaji
- Kraljevina Italija
- Japonska
- Liberija
- Mehika
- Nizozemska
- Paragvaj
- Ruski imperij
- Salvador
- San Domingo
- Španija
- Švedska-Norveška
- Švica
- Osmansko cesarstvo
- Združene države Amerike
- Venezuela

Med njimi je bilo več znamenitih astronomov, kot so Cleveland Abbe (ZDA), John C. Adams (Združeno kraljestvo) in Pierre Janssen (Francija).

## Izid
Glasovanje je potekalo 13. oktobra 1884, resolucijo pa so sprejeli 22. oktobra.
Kljub nasprotovanju francoske delegacije, ki je zagovarjala popolnoma nevtralen poldnevnik (tak, ki ne poteka čez ozemlje nobene od udeleženk, niti čez večje dele celin), je bil sprejet greenwiški, v veliki meri iz praktičnih razlogov – status Združenega kraljestva kot pomorske velesile je zagotovil, da se je skoraj tričetrt ladijskega prometa že ravnalo po kartah z izhodiščem na greenwiškem poldnevniku. Prevzele so ga že tudi Združene države Amerike kot osnovo za svoje železniško omrežje in se odpovedale svojemu predlogu v korist Greenwicha.
Poleg tega je bilo odločeno, da bo greenwiški poldnevnik izhodiščna točka za Sončev dan in standardizirano merjenje časa (kot Greenwiški srednji čas) s časovnimi pasovi za lokalne potrebe. V naprotju s predlogom pa časovnih pasov niso določili, saj je prevladalo mnenje, da to ne sodi v okvir in pristojnosti konference.